# Tom e Jerry: O Filme
Tom e Jerry: O Filme (em inglês: Tom and Jerry: The Movie) é um filme de animação germânico-americano dos gêneros musical, comédia, buddy e drama lançado em 1992. O filme é baseado na aclamada série de animação Tom & Jerry criada por William Hanna e Joseph Barbera, sendo o primeiro longa teatral dos personagens, bem como seu retorno ao cinema depois de vinte e cinco anos.
Produzido e dirigido por Phil Roman, o filme conta com as vozes de Richard Kind, Dana Hill (em sua última atuação antes de sua morte), Anndi McAfee, Tony Jay, Rip Taylor, Henry Gibson, Michael Bell, Ed Gilbert, David L. Lander, Howard Morris e Charlotte Rae. O filme segue a história de Tom e Jerry, um gato e um rato que, após ficarem desabrigados depois de sua casa ser destruída, conhecem e ajudam uma garotinha a escapar de sua tia abusiva que odeia crianças a fim de encontrar seu perdido pai, que está presumido morto depois de desaparecer durante uma escalada nas montanhas do Tibete. Quebrando uma tradição dos desenhos originais, onde os curtas retratavam Tom e Jerry predominantemente mudos, a dupla protagonista mostrou-se bastante falante neste filme.
Depois de ser lançado na Alemanha em 1º de outubro de 1992 pela Turner Pictures, Tom & Jerry: The Movie estreou nos cinemas norte-americanos em 30 de julho de 1993 sendo distribuído pela Miramax Films, uma subsidiária da Disney. O filme tornou-se uma bomba de bilheteria, faturando um pouco menos de US$ 3,6 milhões em todo o mundo, contra um orçamento de US$ 3,5 milhões, e recebeu críticas predominantemente negativas dos fãs e críticos de cinema pelo uso do diálogo dos personagens centrais, pelas canções apresentadas, seu conteúdo sombrio, falta de foco nos personagens-título e suas piadas sem originalidade copiadas de elementos de alguns vilões de clássicos da Disney como A Pequena Sereia (1989) e The Rescuers (1977), embora a animação tenha sido elogiada.

## Enredo
Enquanto se mudam para uma nova casa com sua dona, Tom persegue Jerry como de costume, resultando com o gato prendendo Jerry dentro de seu buraco de rato na parede pregando tábuas de madeira nela. Contudo, após perder a van de sua dona, que sai rumo ao novo endereço para se mudar, Tom é forçado a ficar em casa depois de inadvertidamente irritar um buldogue na rua; a casa é demolida na manhã seguinte, com Tom salvando Jerry no último instante antes da destruição completa da casa, deixando os dois sem-teto.
Vagando pela cidade em busca de abrigo, a dupla conhece um cachorro chamado Puggsy e seu amigo pulga chamado Frankie, e ao se apresentarem, falam normalmente pela primeira vez; após Tom e Jerry discutirem, Puggsy e Frankie convencem a dupla a serem amigos. Enquanto encontram comida em algumas latas de lixo próximas, Puggsy e Frankie são capturados por dois caçadores de cães, enquanto Tom acaba se envolvendo em uma briga com outros gatos de rua, mas Jerry o salva abrindo uma tampa de bueiro, fazendo o bando cair dentro dele.
Um pouco depois à noite, enquanto perambulam novamente pelas ruas da cidade, a dupla se encontra com uma garota de oito anos chamada Robyn Starling, que sempre vive fugindo de casa desde que sua mãe morreu quando ela ainda era bebê e seu pai foi dado como morto depois de sofrer uma avalanche durante uma expedição de escalada nas montanhas do Tibete; Robyn conta aos dois que, desde então, passou a morar com sua tia malvada Pristine Figg e seu cão Ferdinand, um animal obeso que usa um skate para se movimentar. Apesar das apreensões de Robyn, Tom e Jerry convencem-na a voltar para casa, após serem encontrados por um policial acionado por Figg.
Após serem levados para casa junto com Robyn, Tom e Jerry se envolvem em uma enorme briga por comida com Ferdinand na cozinha, causando fúria em Figg; Jerry, mais tarde, ouve escondido uma conversa entre Figg e seu advogado Lickboot onde eles descobrem que o pai de Robyn sobreviveu à avalanche, fazendo com que o plano deles de ficar com a herança da família Starling no lugar de Robyn falhe. Para isso, Figg e Lickboot decidem esconder de Robyn a notícia de que seu pai está vivo e jogam o telegrama da notícia na lareira, mas Jerry resgata o papel para mostrar à garotinha. Jerry encontra Tom e conta a novidade para ele, a qual também se anima para falar para Robyn; contudo, Figg acaba encontrando a dupla com o papel do telegrama e os envia para um abrigo de animais administrado pelo Dr. Applecheek, que é um cruel sequestrador de animais e o chefe dos dois caçadores de cães que pegaram Puggsy e Frankie anteriormente.
Reunindo-se com Puggsy e Frankie nas celas, Tom e Jerry planejam uma fuga, libertam todos os animais capturados por Applecheek e seus capangas (entre eles Droopy) e correm de volta para a mansão de Robyn para lhe contar as novidades. Animada com a notícia, Robyn fica determinada a encontrar seu pai no Tibete e eles fogem novamente da casa escapando da cidade em uma jangada no rio, mas eles são subitamente atingidos por um navio, com Robyn separando-se de Tom e Jerry. Figg estipula uma falsa recompensa de um milhão de dólares para quem encontrar Robyn enquanto o pai da menina é alertado sobre a situação de sua filha e voa de volta para a América para encontrá-la.
Robyn é então encontrada pelo capitão Kiddie, que é dono de um parque de diversões onde ele a acolhe amigavelmente até ver um anúncio da recompensa pela garota em uma caixa de leite com a ajuda de seu boneco ventríloquo Squawk; ele então prende Robyn no topo de uma roda-gigante e entra em contato com Figg para pegar a recompensa. Tom e Jerry surgem e encontram Robyn na roda gigante e a liberam do topo do brinquedo enquanto Kiddie dorme próximo do painel de controle da atração esperando a chegada de Figg. Tom, Jerry e Robyn fogem em um barco a vapor com rodas de pás de Kiddie pelo rio quando Figg, Lickboot, Applecheek e seus capangas chegam, resultando em uma longa perseguição que termina com os caçadores de cães acabando presos na roda gigante e Kiddie e Applecheek sendo deixados afundando no rio após um evitável acidente, sendo despistados pelo trio fugitivo.
Tom, Jerry e Robyn chegam à cabana de verão de Robyn, construída por seu pai, para se esconderem, mas Figg, Lickboot e Ferdinand chegam lá primeiro. Num conflito que se segue, um lâmpada de querosene é acidentalmente derrubada, iniciando um incêndio que consome toda a cabana; Figg, Lickboot e Ferdinand fogem do imóvel em chamas com Figg arrombando a porta, mas Lickboot inadvertidamente tropeça no skate de Ferdinand, no qual caem no barco de Kiddie usado por Robyn, que é ligado acidentalmente depois que Ferdinand move o leme do navio inadvertidamente e navega fora de controle pelo rio, afastando-os do trio. Tom e Jerry conseguem levar Robyn para o telhado enquanto as chamas destroem a cabana quando o pai da garota chega em um helicóptero; Robyn é resgatada, mas seu pai não consegue salvar Tom e Jerry a tempo antes da cabana finalmente desabar. Por sorte, a dupla consegue sobreviver.
Depois disso, Robyn finalmente se reúne com o seu pai e adota Tom e Jerry como seus animais de estimação e os levam para sua nova casa. Em um momento onde parece que eles reataram uma amizade, Tom retoma suas travessuras contra Jerry quando Robyn e seu pai estão fora de vista, para os quais o filme termina com a dupla se perseguindo mais uma vez.

## Elenco original
- Richard Kind como Tom
- Dana Hill como Jerry
- Anndi McAfee como Robyn Starling
- Charlotte Rae como Pristine Figg
- Tony Jay como advogado Lickboot
- Michael Bell como Ferdinand e caçador da carrocinha #1
- Henry Gibson como Dr. Applecheek
- Ed Gilbert como Puggsy e o pai de Robyn
- David Lander como Frankie
- Rip Taylor como Capitão Kiddie
- Howard Morris como boneco Squawk
- Sydney Lassick como caçador da carrocinha #2
- Don Messick como Droopy
- Tino Insana como policial
- Betty Jean Ward como a primeira dona de Tom
- Greg Burson como um dos funcionários do caminhão de mudança

## Produção

### Desenvolvimento
Houve inúmeras tentativas de se fazer um longa-metragem sobre Tom and Jerry, principalmente na década de 1970, após as bem-sucedidas reprises dos desenhos animados originais e a exibição das novas versões animadas da TV (embora tenha havido possibilidades discutíveis de fazer tais tentativas também durante a Era de Ouro da animação estadunidense). Chuck Jones, que já havia trabalhado na produção de Tom and Jerry em seu estúdio MGM Animation/Visual Arts, queria fazer um filme sobre os personagens, mas depois desistiu da ideia por não encontrar um roteiro adequado para trabalhar.
Uma das tentativas (ainda com Jones envolvido) foi quando a MGM quis fazer uma adaptação de Tom and Jerry em live-action com David Newman (um dos roteiristas de Bonnie and Clyde) para escrever o roteiro e com Dustin Hoffman e Chevy Chase estrelando como a dupla. No entanto, a ideia foi arquivada tempos depois.
No final dos anos 1980, Phil Roman e sua empresa Film Roman conseguiram reacender as tentativas de fazer um filme de animação com Tom and Jerry depois de sua experiência na direção de especiais animados com outro popular gato de desenho animado Garfield, bem como seu amor pelos desenhos clássicos originais da dupla. Isso deu a oportunidade de tornar uma eventual produção como o primeiro longa de animação para os cinemas da Film Roman e seu segundo papel como diretor de um filme animado desde Race for Your Life, Charlie Brown (1977), embora nesta produção ele tenha atuado como co-diretor; além deste, outro trabalho de animação em que Roman atuou como diretor foi em Garfield: His 9 Lives, que foi lançado diretamente para a televisão em 1988 pela CBS. Uma das raras opções que a equipe de Roman decidiu tomar é ir em uma direção diferente e inovar na representação da dupla dando-lhes um diálogo fluente, uma vez que os produtores consideraram que a maior parte do público poderia se sentir entediado ou desinteressado pelo aspecto repetidamente mudo dos personagens.
No desenvolvimento inicial do roteiro de Dennis Marks, alguns de seus diálogos e ações em outras cenas, incluindo os personagens principais conversando no início antes de encontrar Puggsy e Frankie, tiveram que ser retirados. Originalmente, uma sequência cômica antes das primeiras falas da dupla foi esboçada como um prólogo e uma homenagem aos desenhos animados originais, mas depois foi decidido abandonar a ideia, que foi parcialmente utilizada durante os créditos iniciais do filme com cenas animadas de humor pastelão.

### Animação
Os animadores de Tom e Jerry: O Filme foram Eric Thomas, Art Roman, Doug Frankel, Tony Fucile, Steven E. Gordon, Leslie Gorin, Dan Haskett, Brian Robert Hogan, Gabi Payn, Irven Spence e Arnie Wong. Algumas animações foram terceirizadas para a Wang Film Productions em Taiwan, onde James Miko e Aundre Knutson atuaram como diretores supervisores. A animação adicional foi fornecida pela The Baer Animation Company e pela Creative Capers Cartoons. A animação digital empregada para os veículos do filme foi fornecida pela Kroyer Films.

## Música

### Canções originais
1. "Friends to the End" – Pugsy, Frankie, Tom, Jerry
2. "What Do We Care? (The Alley Cats' Song)" – Gangue dos gatos
3. "Money Is Such a Beautiful Word" – Pristine Figg, Lickboot
4. "God's Little Creatures" – Dr. Applecheek
5. "I Miss You (Robyn's Song)" – Robyn
6. "I've Done It All" – Capitão Kiddie, Squawk
7. "Finale (Friends to the End)"
8. "I Miss You" (End Title) – Stephanie Mills
9. "All in How Much We Give" – Stephanie Mills

### Trilha sonora
Um álbum da trilha sonora foi lançado pela MCA Records em 1993 (relançado pela Geffen Records em 2005) e incluiu tanto as canções (compostas por Henry Mancini com letras de Leslie Bricusse) quanto a partitura do filme, composta por Henry Mancini. A música pop dos créditos finais "All in How Much We Give" foi escrita por Jody Davidson.
Todas as faixas escritas e compostas por Henry Mancini. 
| N.º | Título                                                                                     | Duração |  |
| 1.  | "All in How Much We Give" (Stephanie Mills)                                                |         |  |
| 2.  | "Friends to the End" (Ed Gilbert, David Lander, Richard Kind, Dana Hill)                   |         |  |
| 3.  | "What Do We Care? (The Alley Cats' song)" (Raymond McLeod, Michael D. Moore, Scott Wojahn) |         |  |
| 4.  | "God's Little Creatures" (Henry Gibson)                                                    |         |  |
| 5.  | "(Money is Such) A Beautiful Word" (Charlotte Rae, Tony Jay)                               |         |  |
| 6.  | "I Miss You (Robyn's Song)" (Anndi McAfee)                                                 |         |  |
| 7.  | "I've Done It All" (Rip Taylor, Howard Morris)                                             |         |  |
| 8.  | "Theme from Tom and Jerry (Main title)"                                                    |         |  |
| 9.  | "Homeless"                                                                                 |         |  |
| 10. | "We Meet Robyn"                                                                            |         |  |
| 11. | "Food Fight Polka"                                                                         |         |  |
| 12. | "Meet Dr. Applecheek"                                                                      |         |  |
| 13. | "Chase"                                                                                    |         |  |
| 14. | "Escape from the Fire"                                                                     |         |  |
| 15. | "Finale (Friends to the End)"                                                              |         |  |
| 16. | "Tom and Jerry Theme (Pop Version)"                                                        |         |  |

## Lançamento e recepção

### Comercial
Tom e Jerry: O Filme estreou nos cinemas dos Estados Unidos e do Canadá em 30 de julho de 1993, ao lado de Sol Nascente, Robin Hood: Men in Tights e So I Married an Axe Murderer; no ranking doméstico, o filme amargou a décima quarta posição nas bilheterias norte-americanas. No mundo, o filme arrecadou apenas US$ 3.560.469, tornando-o financeiramente mal sucedido, considerando seu orçamento de cerca de US$ 3,5 milhões.

### Crítica
O filme foi mal recebido pela crítica especializada em geral. Joseph McBride, da revista Variety, fez uma crítica negativa ao filme, dizendo que as falas de Tom e Jerry no filme "não entrarão para a história do cinema assim como as primeiras falas da atriz Greta Garbo em Anna Christie". Hal Hinson, do Washington Post, criticou os diálogos entre o gato e o rato e disse que as vozes "não se encaixam nos personagens"; Hinson também reclamou que as faixas musicais são "tão esquecíveis quanto são intoleravelmente saltitantes e otimistas".
Gene Siskel e Roger Ebert deram ao filme a classificação "Two Thumbs Down" (dois polegares abaixo) em seu programa Siskel & Ebert. Embora tenham elogiado a animação, a aparência e o design artístico verdadeiro dos curtas animados, eles não pensaram que foi uma boa ideia introduzir diálogos nos dois personagens principais, bem como sentiram falta de mais piadas bobas como na época das clássicas animações antigas e acharem que a personagem Robyn Starling chamou mais atenção no filme do que os próprios Tom e Jerry. Por outro lado, Vincent Canby, do The New York Times, deu uma crítica mais positiva, elogiando a partitura instrumental de Mancini e as faixas musicais apresentadas no filme.
No agregador de críticas Rotten Tomatoes, Tom e Jerry: O Filme possui 14% de críticas positivas com base em catorze resenhas.

## Lançamento em outras mídias

### Home video
O filme foi lançado em VHS e Laserdisc em 26 de outubro de 1993 pela Family Home Entertainment. Foi relançado em VHS em 2 de março de 1999 e lançado em DVD em 26 de março de 2002 nos Estados Unidos e em 26 de setembro de 2008 na Alemanha pela Warner Home Video. Apesar do filme ter sido lançado em VHS no Reino Unido pela First Independent Films, Tom and Jerry: The Movie jamais foi lançado em DVD naquele país até agora.
No Brasil, o filme foi lançado em VHS pela Vídeo Arte do Brasil, que também havia feito a distribuição do filme nos cinemas. Já no lançamento em DVD, a Warner Home Video ficou responsável pela comercialização do mesmo.[carece de fontes?]

### Videogames
Um videogame homônimo baseado no filme foi lançado para o Sega Master System em 1 de outubro de 1992 e Sega Game Gear em julho de 1993, seguido por um jogo portátil da Tiger Electronics lançado no mesmo ano.
Posteriormente um outro videojogo do filme chamado Tom and Jerry: Frantic Antics foi lançado para as plataformas Game Boy em 2 de outubro de 1993 e Sega Genesis em dezembro de 1993 pela Hi-Tech Expressions e Altron, respectivamente.